# 辛普利西乌-门德斯
辛普利西乌-门德斯（葡萄牙語：Simplício Mendes）是巴西皮奥伊州的一个市镇。总面积1398.952平方公里，总人口11459人，人口密度8.2人/平方公里。